# Dulfe Pinheiro Machado
Dulfe Pinheiro Machado (São Paulo, 1885 — Rio de Janeiro, 1972) foi um político brasileiro.
Foi ministro interino do Trabalho, Indústria e Comércio no governo Getúlio Vargas, de 13 de junho a 29 de dezembro de 1941.